# Liste der Einträge im National Register of Historic Places im Obion County

Lage des Obion Countys in Tennessee

Die Liste der Einträge im National Register of Historic Places im Obion County in Tennessee führt die Bauwerke und historischen Stätten im Obion County auf, die in das National Register of Historic Places aufgenommen wurden.

## Derzeitige Einträge
| [ 2 ] | Name                                                   | Bild                                                   | Eintragsdatum        | Lage | Ort          | Beschreibung |
| ----- | ------------------------------------------------------ | ------------------------------------------------------ | -------------------- | --- | ------------ | ------------ |
| 1     | Thomas Leroy Bransford House                           |                                                        | 1995 ID-Nr. 95000977 | 815 North Ury Street 36° 25′ 53″ N, 89° 2′ 57″ W                                                                            | Union City   |              |
| 2     | Caldwell Lustron House                                 | Caldwell Lustron House                                 | 1999 ID-Nr. 99000718 | 1020 East Church Street 36° 25′ 26″ N, 89° 2′ 47″ W                                                                         | Union City   |              |
| 3     | Capitol Theatre                                        | Capitol Theatre                                        | 1999 ID-Nr. 99000363 | 118 South 1st Street 36° 25′ 31″ N, 89° 3′ 24″ W                                                                            | Union City   |              |
| 4     | Central Elementary School                              |                                                        | 2001 ID-Nr. 01000141 | 512 East College Street 36° 25′ 43″ N, 89° 3′ 7″ W                                                                          | Union City   |              |
| 5     | Colored Hotel                                          |                                                        | 2008 ID-Nr. 08000284 | 208 Nash Street 36° 25′ 36,3″ N, 89° 2′ 33″ W                                                                               | Union City   |              |
| 6     | Confederate Monument                                   | Confederate Monument                                   | 1977 ID-Nr. 77001286 | Summer Street Ecke Edwards Street 36° 25′ 13″ N, 89° 2′ 50″ W                                                               | Union City   |              |
| 7     | Deering Building                                       | Deering Building                                       | 1983 ID-Nr. 83004283 | 106 1st Street 36° 25′ 32″ N, 89° 3′ 24″ W                                                                                  | Union City   |              |
| 8     | Dickey's Octagonal Barbershop                          | Dickey's Octagonal Barbershop                          | 1975 ID-Nr. 75001772 | High Street Ecke North Church Street 36° 21′ 34″ N, 89° 2′ 57″ W                                                            | Rives        |              |
| 9     | East Main Street and Exchange Street Historic District | East Main Street and Exchange Street Historic District | 1999 ID-Nr. 99001394 | Abgegrenzt durch Main Street, Exchange Street und Church Street 36° 25′ 30″ N, 89° 2′ 58″ W                                 | Union City   |              |
| 10    | Houser House                                           | Houser House                                           | 2002 ID-Nr. 02000809 | 2221 Old Troy Road 36° 25′ 42″ N, 89° 4′ 17″ W                                                                              | Union City   |              |
| 11    | W.W. Morris House                                      | W.W. Morris House                                      | 1983 ID-Nr. 83003058 | 305 West State Line Road 36° 29′ 59″ N, 88° 53′ 9″ W                                                                        | South Fulton |              |
| 12    | Mt. Zion Colored Methodist Episcopal Church            | Mt. Zion Colored Methodist Episcopal Church            | 2001 ID-Nr. 01000140 | 105 North Greenwood 36° 25′ 41″ N, 89° 2′ 40″ W                                                                             | Union City   |              |
| 13    | Obion County Courthouse                                | Obion County Courthouse                                | 1995 ID-Nr. 95000340 | 3rd Street Ecke Washington Street 36° 25′ 24″ N, 89° 3′ 33″ W                                                               | Union City   |              |
| 14    | Railroad Park                                          | Railroad Park                                          | 1999 ID-Nr. 99000535 | 100 Park Street 36° 25′ 32″ N, 89° 2′ 40″ W                                                                                 | Union City   |              |
| 15    | Union City Armory                                      | Union City Armory                                      | 1999 ID-Nr. 99000361 | 415 West Main Street 36° 25′ 34″ N, 89° 3′ 38″ W                                                                            | Union City   |              |
| 16    | Union City, Mobile and Ohio Railroad Depot             | Union City, Mobile and Ohio Railroad Depot             | 1995 ID-Nr. 95000933 | 214 East Church Street 36° 25′ 27″ N, 89° 3′ 19″ W                                                                          | Union City   |              |
| 17    | US Post Office                                         | US Post Office                                         | 1984 ID-Nr. 84003671 | 114 West Washington Street 36° 25′ 22″ N, 89° 3′ 29″ W                                                                      | Union City   |              |
| 18    | Washington Avenue and Florida Avenue Historic District | Washington Avenue and Florida Avenue Historic District | 2001 ID-Nr. 01000955 | Entlang der Washington Avenue und der Florida Avenue zwischen der 3rd Street und der 5th Street 36° 25′ 24″ N, 89° 3′ 37″ W | Union City   |              |
| 19    | Jesse Whitesell Farm                                   | Jesse Whitesell Farm                                   | 2009 ID-Nr. 06001199 | West State Line Street Ecke Old Pierce Road 36° 30′ 4,8″ N, 88° 54′ 4,1″ W                                                  | South Fulton |              |

## Frühere Einträge
| [ 2 ] | Name                 | Bild | Eintragsdatum        | Lage                                                                             | Ort     | Beschreibung |
| ----- | -------------------- | ---- | -------------------- | -------------------------------------------------------------------------------- | ------- | ------------ |
| 1     | Parks Covered Bridge |      | 1998 ID-Nr. 78002624 | Nördlich von Trimble abseits des U.S. Highway 51 36° 13′ 1,8″ N, 89° 11′ 48,9″ W | Trimble |              |